# Moment teater
Moment teater (som logotyp moment: och moment:teater) är en teater och kulturscen i stadsdelen Gubbängen i Stockholm. Moment teater bildades 2000 i den nedlagda biografen Citys lokaler. Andreas Boonstra är konstnärlig ledare. För sitt arbete med teaterklassiker vid Moment teater mottog Boonstra och regissören Pontus Stenshäll år 2008 Svenska Dagbladets Thaliapris.